# 赫尔默·汉森
赫尔默·朱利叶斯·汉森（Helmer Julius Hanssen，1870年9月24日—1956年8月2日），是挪威水手、飞行员和极地探险家。他参加了罗尔德·阿蒙森领导的三次极地考察，是首批到达南极的五名探险家之一。